# THE NEXT DOOR
《THE NEXT DOOR》是EXILE（放浪兄弟）於2009年2月17日發售配信限定數位單曲。

## 概要
- EXILE首次推出的配信數位單曲。
- iTunes Store、mora提供音樂配信服務網站供配信。iTunes Store就配信於世界全22個國家。
- 這首歌有《THE NEXT DOOR》(日語版本)和《THE NEXT DOOR -INDESTRUCTIBLE-》(全篇英語詞)版本。
- 這首成為《街頭霸王世界項目》的主題歌。
- 在2007年時受到有關CAPCOM方面《街頭霸王IV》的項目委託。因成員是《街頭霸王II》世代的人，也熱烈討論玩過這遊戲的回憶這話題，於接受了這委託。
- 此後《THE NEXT DOOR》被收錄於第30張單曲《THE MONSTER ～Someday～》內。
- 加入了佛羅·里達的Rap的版本《THE NEXT DOOR -INDESTRUCTIBLE- feat. FLO RIDA》被收錄於第31張單曲《THE HURRICANE ～FIREWORKS～》內。
- 實際上這首歌成為了作為EXILE7人時期所發表的最後作品。

## 收錄曲目
1. THE NEXT DOOR [3:45]
  - 作詞・作曲：lil' showy / 編曲：中野雄太

CAPCOM《街頭霸王IV》主題曲
2. THE NEXT DOOR -INDESTRUCTIBLE- [3:44]
  - 作詞：NEGIN / 作曲：lil' showy / 編曲：中野雄太

電影《街頭霸王：春麗傳》主題歌